# Ekanem Bálint
Ekanem Bálint (Pápa, 1990. március 17. –) nigériai származású magyar énekes, színész.

## Élete
Az édesapja révén nigériai származású Ekanem Bálint Emota fiatalon kezdett el énekléssel és színészettel foglalkozni. Szülővárosában, Pápán  több helyi vagy iskolás fellépés után végzős gimnazistaként 2010-ben lett a Madách Színház tagja. A Madách mellett játszik a Szegedi Szabadtéri Játékokon, ahol fontosabb szerepei közé tartozik az Egy bohém rapszódiája ifjú Freddieje vagy a Szegény gazdagok öreg betyárja és rendszeresen fellép a Margitszigeti Szabadtéri Színpadon is. Az X-Faktor énekes tehetségkutató harmadik évadában a mentorok házáig jutott 2012-ben, de Geszti Péter nem juttatta be az élő showba, majd egy év múlva, 2013-ban saját, Speak up! nevű együttesével jutott el ugyanoda.
2015-ben Puskás Petivel kezdett zenélni az akkor alapított hétfős The Biebers elnevezésű formációban. 2017 májusában ők készítették a győri 2017. évi nyári európai ifjúsági olimpiai fesztivál hivatalos videóklipjét. 2017 őszén indult a TV2 Sztárban sztár című zenés műsor ötödik évadában, ahol az első élő adásban a Bánk bánból adta elő a Hazám, hazám című áriát, amit a nézők a legjobb produkciónak választottak.
2022-ben Hideg szél című dalával elindult a MTV (Duna Televízió) által megrendezett A dal 2022 c. dalmustrán. A dal sikeresen szerepelt az élő, televíziós válogatóadásban, közönségszavazattal jutott az elődöntőig. Szerzőtársai: Horváth Szabolcs, Győry Zoltán, Miklós Csongor, Holb Henrik András, Puskás Ádám Dániel, Gerendás Dániel voltak. A dalszöveget Csukárdi Sándor jegyzi.

## Színházi szerepei

### Madách Színház
- Az operaház fantomja (Joseph Bouquet)
- József és a színes szélesvásznú álomkabát (Simeon)
- Mamma Miaǃ (Pepper)
- Vuk (Gúnár)
- A tizenötödik (Klapka György)
- Aranyborjú (Adam Kozlevics)
- Fekete Péter (Badilla / Sofőr / Boy / Virág alt.)
- A nyomorultak (Javert)
- Macskák (Ben Mickering)
- József és a színes szélesvásznú álomkabát

### Pannon Várszínház
- Hair (Hud)

## Filmes és televíziós szerepei
- Tóth János (2017)
- Sikítófrász (2017)